# 4272 Ентсуї
4272 Ентсуї (4272 Entsuji) — астероїд головного поясу, відкритий 12 березня 1977 року.
Тіссеранів параметр щодо Юпітера — 3,487.